# إلياس سرياني
إلياس حنا سرياني (7 يناير 1938 – 18 نوفمبر 2005) هو مهاجر فلسطيني إلى الولايات المتحدة، وجندي أردني سابقًا، وقاتل مدان، أعدمته ولاية كارولينا الشمالية الأمريكية بالحقنة القاتلة. وقد أدين بقتل زوجته تيريزا يوسف سرياني في 28 يوليو/تموز 1990 في شارلوت. كان يبلغ من العمر 67 عامًا، وكان من أكبر الأشخاص سنًا الذين تم إعدامهم في الولايات المتحدة منذ عام 1976.

## الشباب والزواج
وُلِد سرياني في القدس، التي كانت في ذلك الوقت جزءًا من الانتداب البريطاني على فلسطين، لعائلة مسيحية آشورية. عندما كان عمره 12 عامًا، سُجن والده على يد دولة إسرائيل الجديدة في ذلك الوقت، مما تسبب في إصابته بانهيار عصبي وعدم استقرار، بالإضافة إلى إصابته بالسرطان لاحقًا. وهذا ما أجبر سيرياني، الابن الأكبر، على ترك المدرسة والذهاب إلى العمل. انتقلت العائلة إلى عمان، الأردن، حيث انضم سورياني إلى القوات المسلحة الأردنية تحت قيادة الجيش الأردني لمدة تسع سنوات. بعد انتهاء خدمته العسكرية، ترك العمل وعمل ميكانيكياً في إحدى الشركات في الأردن، وكذلك في إحدى الإذاعات، وكان يغني باللغة العربية. وفي منتصف سبعينيات القرن العشرين، قرر أنه أصبح قادرا ماليا على الزواج. لقد تعرف على تيريزا من خلال صديق مشترك. هاجرت إلى الولايات المتحدة وتبادلا الرسائل والصور لمدة ثلاثة أشهر تقريبًا. عادت إلى الأردن قبل الزفاف بأسبوعين أو ثلاثة أسابيع فقط.
ثم انتقلوا إلى الولايات المتحدة معاً، يعيشون في شيكاغو إلينوي، حيث عاشت تيريزا ويرتديت حسب تقاليد الشرق الأوسط. لكن بعد أن انتقلت في عام 1986 إلى شارلوت كارولينا الشمالية لم يوافق السوريون على ذلك، وجادل الاثنان حول ذلك.

## الجريمة
في عام 1990، تقدمت تيريزا بطلب الطلاق عن السرياني وتلقت أمرًا حاميًا من محكمة في كارولينا الشمالية، يتطلب من السرياني الخروج من منزلهم والبقاء بعيداً عنها وأطفالهم الأربعة. حوالي الساعة 11:20 مساءً، في 28 يوليو 1990، قاد السورياني إلى منزل تيريزا ووجد أن تيريزا غائبة.  ثم انتظر في الطريق عندما عادت من العمل، قام بحجب دخولها بشاحنته بعد أن خرج من شاحنته، ذهب إلى سيارتها، حيث من خلال نافذة مفتوحة، طعنه تيريزا 28 مرة مع مدفع المفاتيح مع ابنهم، جون، في المقعد الركاب، حاول جون منع والده لكنه لم يتمكن من ذلك.
جون هرب من السيارة ودعا مساعدة من أخته الكبرى (روز) ثم ذهب إلى منزل صديق وعندما عادوا وجدوا سورياني لا يزال في السيارة و لا يزال يطعن تيريزا كانت مازالت حية بعد أن توقف السورياني هجومه و ركب شاحنته و غادر سيّر إلى مركز إطفاء قريب للحصول على العناية الطبية بسبب الجروح والشقوق. شهد رجل إطفاء في وقت لاحق في المحكمة أن السورياني أخبره أن تيريزا هاجمته. جاءت الشرطة بعد فترة وجيزة واعتقلته.
نجت تيريزا لمدة 28 يوما قبل أن تعرض لجرح عميق 8 سم في عقلها. أحد الجيران الذين رأوها في السيارة قال أنها تبدو وكأنها قد أُطلق عليها النار في وجهها بجرعات.
أعطى سورياني نسخة مختلفة من الأحداث، حيث شهد في محاكمته أنه لم يمنع طريق تيريزا، ولا كان ينوي إيذائها أو قتله تلك الليلة. قال أنها خدشت وجهه عندما اقترب من السيارة، ثم ضرب الباب من السيارة مفتوحة على ساقه. يزعم أنه لا يتذكر ضربها سوى ثلاث أو أربع مرات مع المفتاح لم يتم العثور على المفتاح الذي استخدمه السورياني أيضًا.

## المحاكمة والشروط الاستئنافية
قبل وفاة تيريزا، تم اتهام السورياني بالاعتداء بالسلاح القاتل بهدف القتل. تم تغيير هذه الاتهام إلى جريمة قتل بعد وفاتها في 12 يونيو 1991 حكم عليه بالإعدام في محكمة ميكلينبورغ مقاطعة أعلى، مع حكم هيئة المحلفين على أنه عامل يزيد من سوء الجريمة التي هي فظيعة بشكل خاص، وحشية، أو قاسية. هذا يفوق ثمانية ظروف تخفيف وجدت أيضا.
شهد السورياني بأن زوجته ضربته كل يوم تقريباً أمام أطفالهم ودعوت الشرطة عنه عدة مرات. لقد اعترف بأنه ضربها ثلاث أو أربع مرات خلال أول خمس سنوات من الزواج وناقض الأطفال له، قائلاً أن الزواج مليء بالوقائع العنفية المنزلية من كلا الجانبين. ابنتهم الوسطى سارة، شهدت في مرحلة عقوبة المحاكمة، أن خلال حربة واحدة، في حالة أخرى، ادعت تيريزا أن السورياني قام بإخراجها بينما كانوا في السيارة وألقاها في وقت واحد من السلالم من قبل شعرها. جون قال أن والده هدد تيريزا في وقت آخر بالخفاشة.
طلب السورياني طلباً للحصول على حكم الحبس الجسدي، معلناً بأن محاميه في المحاكمة غير فعال ورفض له محاكمة عادلة. وأعرب عن أنه كان يخشى أن يفقد أطفاله خلال الجريمة، مدعياً تشخيصاً لـ PTSD من علماء النفس. كما أظهر سلوك جيد أثناء سجنه. أبنائه قالوا أنهم غفروا لأبيهم وطلبوا أن يتم تخفيف عقابه رفضت الستئناف أمام المحكمة العليا في الولايات المتحدة في أكتوبر 2005 وتم تحديد تاريخ الإعدام في وقت لاحق في 18 نوفمبر 2005.
رفض المحافظ مايك إيزلي الحاكم كارولينيا الشمالية في ذلك الوقت، نداءً للحصول على الرحمة في 17 نوفمبر 2005، قبل يوم من الإعدام المقرر لسورياني.

## الإعدام
في 18 نوفمبر 2005، كان من المقرر أن يتم إعدام سورياني بالحقن القاتل في السجن المركزي. لم يشهد أحد أبنائه الإعدام، على الرغم من أنهم قابلته في اليوم السابق، وتركوا حوالي الساعة 11 مساءً. على الرغم من ذلك، كان هناك اثنان من أصدقاء السورياني، المحققون الذين عملوا على قضيته، ومراسل وسائل الإعلام كشهود. بعد أن تمّ إدخال (سورياني) إلى غرفة الإعدام على عربة، تمّ ربطه إلى خطّة إيفي في الساعة الثانية صباحاً. أعلن السورياني ميتاً في الساعة 2:12 صباحاً، بعد أن حقن من قبل ثلاثة من القاتل غير المحددين.

في تصريحاته الأخيرة قال:
أريد أن أشكر الله أولاً على كل ما حدث في حياتي أريد أن أشكر أطفالي أريد أن أشكر عائلتي وخاصة أختي (أوديت) أريد أن أشكر كل الأصدقاء الجميلين الذين شاركوني في معاناتي لمدة 15 عاماً وأربعة أشهر و أنهم شجعونني جداً، وخاصة السيد والسيدة ميج إيغلستون الذين أصبحوا أختي.[sic] أشكر الجميع من الموظفين والممرضات والكهنة [sic] أشكر الجميع.
في سن 67 عامًا، كان أحد أقدم الأشخاص الذين تم إعدامهم في الولايات المتحدة منذ عام 1976 وكان الشخص 997 الذي تم إعدامه منذ قرار جريج ضد جورجيا.